# Amphichaetella
Amphichaetella är ett släkte av svampar. Amphichaetella ingår i divisionen sporsäcksvampar och riket svampar.